# Thorkild Møller
Thorkild Møller (17. august 1932 – 25. februar 2022), toldkontrollør og politiker. Har været landsformand for Det Radikale Venstre samt medlem af Ribe Amtsråd og Gladsakse Kommunalbestyrelse. 

## Bopæl
Thorkild Møller kommer fra Vendsyssel. Han boede i mange år i Bagsværd. I 1999 flyttede han til Sønderho på Fanø. 

## Landspolitiker
Thorkild Møller var landsformand for Radikal Ungdom fra 1959 til 1962. I 1970'erne var han formand for Det Radikale Venstres organisationsudvalg. Han var partiets landsformand fra 1978 til 1993. Han har gennem mange år været medlem af den radikale hovedbestyrelse og aktiv i adskillige af partiets udvalg.
Han har i flere peioder været sit partis repræsentant i Landsskatteretten og i Danmarks Radios bestyrelse.

## Kommunal- og amtspolitiker
Thorkild Møller var medlem af og Gladsakse Kommunalbestyrelse fra 1970 til 1979. I denne periode var han også udvalgsformand, bl.a. som formand for skoleudvalget. 
Thorkild Møller blev valgt ind i Ribe Amtsråd i november 2001. Han sad derefter i amtsrådet indtil amtets nedlæggelse ved udgangen af 2006. Han var medlem af tre af amtsrådets udvalg (Socialudvalget, Undervisnings- og Kulturudvalget samt Psykiatriudvalget). I 2002-2006 var han også medlem af Landsbyrådet i Ribe Amt. 

## Musik og museer
Fra 1999 spiller Thorkild Møller violin i folkemusikorkesteret “De samspilsramte”. I år 2000 blev han medlem af medlem
af Fanø Kunstmuseums bestyrelse, af bestyrelsen for “Fonden Gamle Sønderho” og af Ribe Amts Museumsråd.